# Донет, Рубен
Рубен Донет Грегори (исп. Rubén Donet Gregori; род. 3 апреля 1983, Гандия) — испанский велогонщик, выступавший на треке. Участник летних Олимпийских игр 2004 года.

## Биография
Рубен Донет родился 3 апреля 1983 года в испанском городе Гандия.
Выступал в соревнованиях по велоспорту на треке за команду АБ.
В 2001 году завоевал серебро юниорского чемпионата Европы во Фьоренцуола-дʼАрда в гите на 1000 метров.
В 2003 году завоевал две золотых медали молодёжного чемпионата Испании в индивидуальном спринте и гите на 1000 метров.
В 2004—2012 годах завоевал 4 золотых, 4 серебряных и 2 бронзовых медали чемпионата Испании. В 2004 году он победил в гите на 1000 метров и завоевал бронзу в индивидуальном спринте. В 2006 году первенствовал в гите на 1000 метров и стал серебряным призёром в командном спринте. В 2007 году занял 2-е место в командном спринте. В 2011 году победил в командном спринте, стал серебряным призёром в кейрине и бронзовым в индивидуальном спринте. В 2012 году выиграл кейрин и стал вице-чемпионом страны в командном спринте.
В 2004 году вошёл в состав сборной Испании на летних Олимпийских играх в Афинах. В гите на 1000 метров занял 12-е место, показав результат 1 минута 3,505 секунды и уступив 2,794 секунды завоевавшему золото Крису Хою из Великобритании.
В 2007 году участвовал в чемпионате мира в Пальма-де-Майорке. В командном спринте сборная Испании, за которую он выступал вместе с Альваро Алонсо и Сальвадором Мелией, заняла 6-е место.
В 2011 году выступал на чемпионате мира в Апелдорне. В командном спринте сборная Испании, за которую также выступали Хуан Перальта и Итмар Эстебан, заняла 13-е место.